# 九州電気軌道66形電車
九州電気軌道66形電車（きゅうしゅうでんききどう66がたでんしゃ）は、かつて九州電気軌道（現：西日本鉄道）が所有していた路面電車路線である北九州線向けに製造された電車。九州電気軌道で初めて鋼製車体を導入した他、主電動機の出力など以降の北九州線向け電車の標準となる要素を多数取り入れた形式である。66 - 69までの4両を60形、それ以降の16両（70 - 85）を70形と呼ぶ資料も存在する。

## 概要
1911年に最初の路線が開通した、後に西鉄北九州線と呼ばれる事となる九州電気軌道の路線網は、北方線を除き1923年までに完成した。これに伴い必要となった車両増備分として製造されたのが66形である。
九州電気軌道で初めて鋼製車体を採用した形式で、内装を含めた車体全体が鋼製であり組み立てにはリベットが多用された。屋根の構造もそれまでの二重屋根から丸屋根へと変わり、引戸式の乗降扉も両側面の前後2箇所に設置された。また主電動機の出力もそれまでの37.3 kwから45 kwへと向上し、川崎車輌によって製造された76-2E形台車も車輪径を660 mmとする事で従来の車両と比べ床上高さが低く設計された。車体設計など一部を除いたこれらの仕様は、以降長期に渡って導入される事となる北九州線向け電車の標準となった。

## 運用
1929年から1930年にかけて20両（66 - 85）が製造された66形であったが、全ての部品を鋼製とした車体は設計よりも重量が増え、横梁に問題が生じる事態となった。そのため、1936年以降に製造された増備車である100形は車体を半鋼製に改め、66形についても1950年に10両の内装を木製に変更する改造が実施された。一方、同時期に状態不良であった残りの10両については新潟鐵工所や川崎車輌で製造された半鋼製の新たな車体への交換が行われた。雨樋を屋根上に移した張り上げ屋根や、従来の車体よりも面積が拡大した窓など整ったデザインは利用客から評判を呼び、同年以降製造が始まった600形にもほぼ同型の車体が採用される事となった。また、この車体新造が実施された車両についてはそれまでの車歴が受け継がれず、1950年4月に「新造」されたと言う扱いになった。
それぞれの更新を受けた車両は以下の通りである。
- 車体新造車 - 66 - 69、71 - 75、78
- 内装改造車 - 70、76、77、80 - 85

内装の改造のみが行われた10両は以降も北九州線で使用され、以降も扉の2枚折戸化や内装の近代化、方向幕の改装などの近代化工事が実施されたが、ダイヤ合理化によって余剰となった結果、全車とも1972年6月22日に廃車となった。

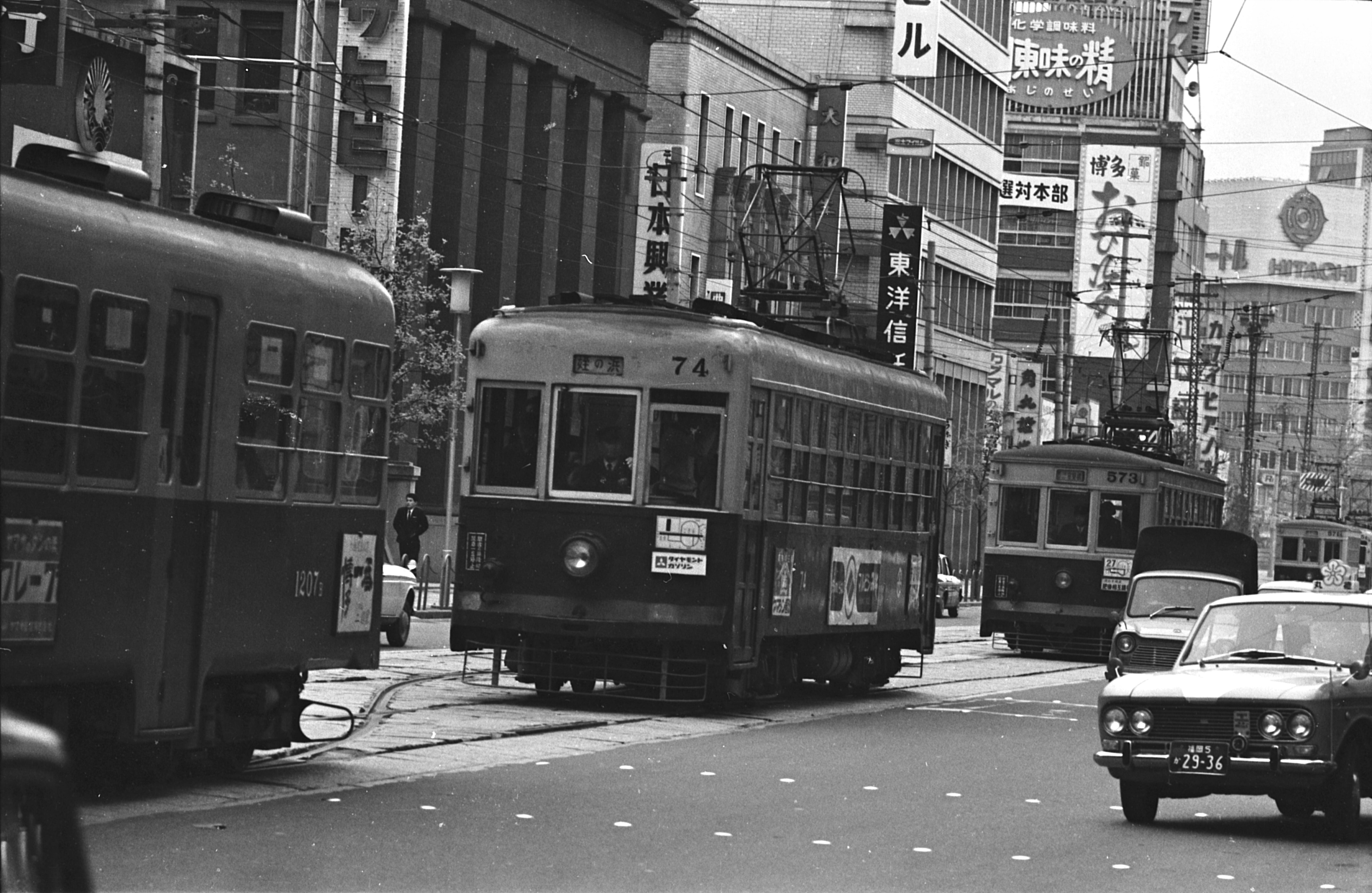
福岡市内線で稼働中の74号　川端付近　昭和42年

一方、車体更新が実施された10両についても1953年以降連接車である1000形の大量導入が行われた事で余剰となり、木製ボギー車の置き換えが必要となった福岡市内線へ向けて、79を除き1964年から1967年にかけて3度に渡って転出された。その際に歯車比（3.11）が純然たる市内電車である福岡市内線に合わせたもの（4.2、4.75）に改められた他、1968年以降はワンマン運転への対応工事も行われ、前面中央窓下への通風孔の設置、車体右側の方向幕やスピーカーの搭載を始めとする各種改造を受けた。
福岡市内線の路線縮小に伴い75と79は1976年に廃車となった一方、同年度に残りの7両は歯車比を元の値へと戻した上で再度北九州線に転出し、ワンマン化改造が行われなかったボギー車を置き換えた。また、先に同様の交換が行われていた66を除いた車両については、転出に合わせて台車をウイングばね式のK-10形に交換した。1980年以降は600形に準じた更新工事として、外板の張り替えや窓上部の枠のHゴム（バス窓）化、車内の改装、運転台の機器配置の整理などの改造を受けた。
その後、1985年に実施された北九州線の第1次路線廃止に伴い66 - 68の3両は同年に廃車され、残った7両についても第2次路線廃止が実施された1992年10月をもって廃車となり、66形は形式消滅した。